# Plecia nearctica
Plecia nearctica (nomeada, em inglês, lovebug, mas também conhecida por march flie, double-headed bug, honeymoon flie e united bug; todos esses nomes derivados de seu comportamento reprodutivo; em português, denominada besouro-do-amor - mas não sendo verdadeiramente um besouro) é uma espécie de inseto da ordem Diptera, aparentado com os mosquitos e pertencente à família Bibionidae; tendo sido nomeada por Hardy, em 1940, e apresentando dados deficientes acerca de seu estado de conservação; embora os adultos, quando enxameiam, incomodem os motoristas, nas rodovias, e se choquem contra o capô e o para-brisa dos veículos, o que prova a sua grande abundância relativa. Esta espécie está distribuída desde a América Central, na Costa Rica, Guatemala e Honduras, até o México e a região sudeste dos Estados Unidos; nos estados do Alabama, Flórida, Geórgia, Luisiana, Mississippi, Carolina do Sul e Texas, na América do Norte. Em 2006, esta espécie foi relatada no extremo norte de Wilmington, na Carolina do Norte.

## Descrição
São semelhantes a pequenas moscas negras, opacas e um tanto aveludadas, exceto no protórax, que é vermelho. Os machos têm entre 6 e 7 milímetros de comprimento e as fêmeas têm entre 6 a 9 milímetros de comprimento; variando, os sexos, consideravelmente em tamanho e peso, visto que os machos pesam menos do que as fêmeas; pois a diferença de peso, entre os sexos, se deve, em grande parte, aos ovários. Outro aspecto que os diferencia é que os machos têm olhos compostos muito maiores.

## Comportamento
Tais Diptera são sazonalmente e excessivamente abundantes entre abril-maio e agosto-setembro; durando cerca de quatro semanas, em cada período, e se tornando incômodos em algumas áreas. Podem se acumular em grande número, podendo causar superaquecimento de motores refrigerados e entupindo os seus radiadores. Também podem reduzir a visibilidade dos motoristas e causar corrosão da pintura dos carros, já que os seus fluidos corporais são levemente ácidos e, caso a massa de ovos e partes do corpo permaneçam no veículo, por vários dias, sua ação bacteriana aumenta a acidez e se grava na tinta. Em 1969, Hetrick observou o comportamento de Plecia nearctica e estimou que seus voos alcançaram altitudes de 300 a 450 metros, se estendendo por vários quilômetros sobre o Golfo do México, mas também cobrindo um quarto da área terrestre da Flórida. Foi também registado, por outros cientistas, que ambientes acima de 28 graus Celsius e luz visível estimulavam seu voo. Observou-se sua atração por gases irradiados de escapamentos de automóveis (a diesel ou gasolina), motores quentes, vibrações nos automóveis e superfícies de cores claras.

## Acasalamento
Casais desta espécie não possuem voo poderoso, então tendem a permanecer dentro de algumas centenas de metros dos seus locais de eclosão, quando há pouco ou nenhum vento, sendo capazes de procurar fontes de alimento e locais adequados para oviposição. As fêmeas acasaladas iniciam e controlam o voo, mas os machos ajudam caso sejam capazes de obter comida. São mais abundantes em habitats úmidos e com grama, copulando o tempo todo em que estão acoplados; começando com machos formando enxames, acima das áreas de eclosão, todos os dias pela manhã e à tarde. Eles também podem voar um pouco acima dessas áreas, com as fêmeas emergindo mais tardiamente do solo e rastejando pela vegetação, então voando para os enxames. Um macho pode agarrar uma fêmea antes ou depois de ela voar para um enxame. Em ambos os casos, o par pousa na vegetação e permanece no local, onde o macho transfere o seu esperma para a fêmea. A transferência requer uma média acima de 10 horas, mas o par pode permanecer acoplado por vários dias, durante os quais se encontram se alimentando e se dispersando. Após essa fase, o macho ejeta um espermatóforo esgotado, após se separar da fêmea, e ambos os sexos podem acasalar novamente. Os pares, formados nas primeiras horas da manhã, iniciam os voos de dispersão, enquanto os que se formam no final da tarde permanecem na vegetação, até o voo nupcial do dia seguinte. As fêmeas depositam ovos cinzentos e de forma irregular, dentro ou sobre a superfície do solo e sob matéria vegetal parcialmente decomposta. A pupação ocorre onde as larvas se desenvolvem, com o estágio de pupa durando de sete a nove dias. Não há evidências sobre a emissão de um feromônio, por nenhum dos sexos, durante ou antes da cópula.

## Alimentação
As larvas de Plecia nearctica se desenvolvem e se alimentam sob material vegetal parcialmente decomposto, onde os ovos são deixados, particularmente em áreas úmidas e em pastagens sob estrume de vaca. Os indivíduos adultos podem se alimentar sozinhos ou durante a cópula, com néctar ou pólen, nas proximidades do local de sua eclosão.

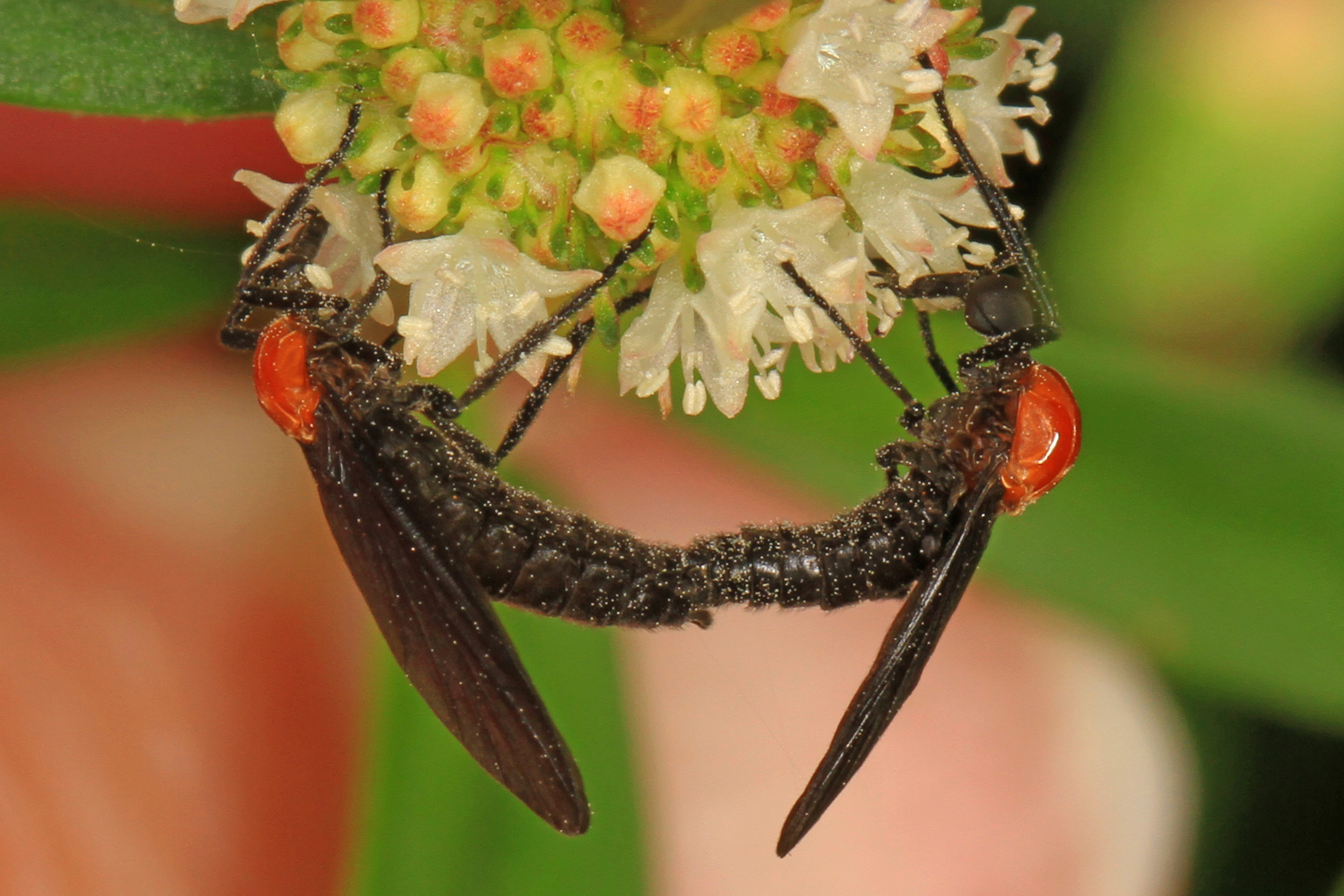
Fotografia da fêmea (esquerda) e do macho (direita) de P. nearctica, cobertos de pólen e se alimentando durante a sua cópula prolongada.

## Lenda urbana
Conta-se, falsamente, que esta espécie seria o resultado de uma experiência genética; acidentalmente liberados de uma estação de experimentos biológicos da Universidade da Flórida. Essa crença dá-se pelo fato desse inseto ser, na maior parte do tempo, uma criatura "invisível", que vive escondida nas brechas dos telhados das casas. Outra pesquisa apontara que a migração, feita por essa espécie, é o fator para a introdução desse inseto na Flórida, assim como em outros estados, e não uma manipulação feita por cientistas.